# بخش مونت-ل-ژولی
بخش مونت-ل-ژولی (به فرانسوی: Arrondissement de Mantes-la-Jolie) یک بخش در فرانسه است که در ایولین واقع شده‌است.